# جزيرة ستيوارت
جزيرة ستيوارت (بالإنجليزية: Stewart Island، وبالماورية: Rakiura) هي ثالث أكبر جزيرة في نيوزيلندا. تقع على بعد مسافة 30 كيلومتر (19 ميل) جنوبيّ الجزيرة الجنوبية عبر مضيق فوڤو. يبلغ عدد السكان القاطنين على الجزيرة بصورة دائمة 381 نسمة بحسب تعداد 2013 معظمهم يعيش في مستوطنة أوبان الواقعة على الجانب الشرقي من الجزيرة.
تأخذ الجزيرة شكلًا يُشبه شكل المثلث تقريبًا، وتبلغ مساحة اليابسة عليها 1,746 كيلومتر مربع (674 ميل مربع)، ويبلغ طول شريطها الساحلي 164 كيلومترًا (102 ميلًا)، وتتخلله معالم طبيعية بارزة، أبرزها مدخل باتيرسون شرقًا، وميناء بيغاسوس جنوبًا، وخليج ميسن غربًا. وتُهيمن على تضاريسها تلال كثيفة الأحراج، تتوجها قمة جبل أنغليم الذي يعتلي الجزيرة بارتفاع 980 مترًا (3,220 قدمًا). تزدهر عليها الطيور العاجزة عن الطيران، ومن بينها البطاريق، وذلك نظرًا لندرة الحيوانات المفترسة الدخيلة.
تعود ملكية الغالبية العظمى من أراضي الجزيرة إلى الحكومة النيوزيلندية، حيث خُصِّص أكثر من 80% من مساحتها ليكون جزءًا من منتزه راكيورا الوطني.
يعتمد اقتصاد جزيرة ستيوارت على صيد السمك والسياحة الصيفية، وهما شريان الحياة لسكانها البالغ عددهم 408 نسمة حسب تعداد عام 2018. ويتمركز معظم السكان في بلدة أوبان الواقعة على الساحل الشرقي للجزيرة، والتي تمثل القلب النابض لنشاطها البشري. وتتصل أوبان بالجزيرة الجنوبية عبر خطوط العبارات البحرية التي تصلها ببلدة بلاف. وعلى الصعيد الإداري، تُعد الجزيرة جزءًا من مقاطعة ساوثلاند، ضمن نطاق الحكم المحلي.

## وصلات خارجية
- أخبار جزيرة ستيوارت (بالإنجليزية)
- رابطة استنهاض جزيرة ستيوارت (بالإنجليزية)